# Tizen
Tizen ([ˈtaizen]) je operační systém založený na linuxovém jádře a softwarové knihovně GNU C Library. Je zaměřen na vestavěné systémy, včetně smartphonů, tabletů, automobilových zařízení (In Vehicle Infotainment), chytrých televizí, fotoaparátů a laptopů. Jeho licenční model zahrnuje software, který používá různé licence (které mohou být nekompatibilní s Open Source definicí) a proprietární vývojový kit (SDK). To má zajistit hladké fungování Tizenu na různých platformách a zařízeních.
Projekt Tizen je provozován Linux Foundation a spravován Technical Steering Group (TSG), v níž jsou zástupci Samsungu, Intelu a dalších.
Kromě toho existuje i asociace Tizen (Tizen Association), která sdružuje telekomunikační operátory a výrobce elektroniky jako Fujitsu, Huawei, Intel, KT Corporation, NEC Casio Mobile Communications, NTT DoCoMo, Orange S.A., Panasonic Mobile Communications, Samsung, SK Telecom, Sprint Corporation a Vodafone.

## Architektura

### Podpora webových aplikací (platforma HTML5)
Podpora webových aplikací je umožněna použitím internetového prohlížeče na základě jádra prohlížeče WebKit, který běží v bezpečnostním sandboxu Smack. Na rozdíl od jiných systémů není „motorem“ aplikací v systému Tizen programovací jazyk Java, ale podobně znějící, avšak odlišný programovací jazyk JavaScript a značkovací jazyk HTML5, oba společně používané pro vytváření internetových aplikací a stránek. Vývojářům těchto internetových aplikací jsou k dispozici javascriptové knihovny jQuery a jQuery mobile.

### Podpora nativních aplikací (platforma Bada)
Počínaje verzí systému Tizen 2.0 je umožněn vývoj nativních aplikací je podporován Tizen SDK z platformy Bada.

### Podpora 64bitových aplikací
Dne 16. září 2015 byla vydána verze Tizen 3.0 Milestones Source Code Release. Přináší nativní 64bitovou podporu, využívá jádro Linuxu verze 4.0, novou bezpečnostní architekturu, X.org je nahrazen Waylandem, WebKit2 je nahrazen prohlížečem na základě Chromium-EFL (open source verze Chrome) a mnoho dalších změn.
S majoritní verzí Tizen 3.0, 20. května 2017, přišla přímá podpora 64bitových aplikací, umožňující využití větší velikosti operační paměti, ale také poskytující možnost bezpečnostního a výkonnostního zlepšení (mj. NX bit). S touto verzí mělo přijít větší množství dalších zlepšení. První smartphone s tímto systémem byl očekáván v 1. kvartálu 2017.

## Tizen IVI (In Vehicle Infotainment)
Firma Samsung také plánuje použití systému Tizen v informačních systémech automobilů. V této souvislosti je Tizen IVI 3.0 RC kompatibilní se standardem GENIVI 7.

## Nasazení Tizen OS
V říjnu 2013 byl Samsungem uveden první produkt založený na systému Tizen: chytrý fotoaparát NX300M. Mezi další produkty využívající systém Tizen patří např. chytré hodinky Samsung Gear 2.
Září 2014: Samsung posílil vývoj systému Tizen o dalších 500 vývojářů.
Dne 1. ledna 2015 Samsung oznámil, že v roce 2015 budou všechny jeho chytré televize založeny na systému Tizen.
Dne 14. ledna 2015 Samsung oznámil příchod svého prvního smartphonu se systémem Tizen.
Prvního smartphonu se systémem Tizen se v Indii za měsíc prodalo sto tisíc kusů.
Dne 28. dubna 2016 Samsung ohlásil, že Tizen 3.0 bude uveden v září 2016, jako konkurent dosavadních systémů pro smartphony, jako jsou Android a iOS. Tento systém má přinést vícero technických novinek, jako je například nativní podpora 64bitových procesorů, výkonnější grafické rozhraní Vulkan, Bluetooth 4.2, ovládání hlasem, rozpoznávání tváří a antivirový framework pro kontrolu aplikací a obsahu. Grafický subsystém je v operačním systému Tizen 3.0 o 30 procent rychlejší než ve starším operačním systému Tizen 2.4.
Dne 23. srpna 2016 uvedl Samsung smartphon Samsung Z2 se dvěma fotoaparáty, čtyřmi procesorovými jádry, 1 GiB RAM, 8 GiB interní paměti, 4G LTE konektivitou a systémem Tizen 2.4 na indický trh.
Dne 25. ledna 2017 vyšla zpráva o nadcházejícím vypuštění prvního smartphone s 64bitovým systémem Tizen 3.0 ve vícero zemích. Datum vydání bylo stanoven na březen 2017, na který připadá výročí 32 let mobilních telefonů Samsung.
Dne 15. května 2017 vyšla zpráva o vypuštění modelu Samsung Z4, který bude disponovat 64bitovým operačním systémem Tizen 3.0 a dvěma fotoaparáty, předním a zadním, oba s rozlišením 5 megapixelů. Dále má být vybaven čtyřjádrovým procesorem a 1GiB operační paměti. Jeho cena má vejít do výše 100$ a objeví se na vybraných trzích.
Dne 15. června 2017 byl Samsung Z4 uveden. Kromě Tizenu 3.0 s digitálním asistentem S-Voice disponuje čtyřjádrovým procesorem na 1,5GHz, 1GiB operační paměti (RAM) a 8GB interní paměti flash, rozšiřitelné až na 128GB, předním a navíc i zadním fotoaparátem, který je vhodný pro selfie, oba 5 megapixelů, oba s blesky. V závislosti na konfiguraci je možno osadit až dvě mikro SIM karty. Umožňuje také využívat služby GPS i GLONASS. Dále má WiFi, Bluetooth, přijímač FM rádia.
Firma Samsung připravuje televizní verzi (Tizen TV) virtuálního asistenta Bixby.
Dne 8. listopadu 2024 přišel server Cnews.cz se zprávou, že operační systém firmy Samsung Tizen, je nasazen v chytrých televizorech Stellar německé firmy Loewe.